# Chiesa dei Girolamini
La chiesa dei Girolamini (o Gerolomini, o di San Filippo Neri) è una chiesa monumentale di Napoli ubicata nel largo omonimo, con impianto architettonico di tipo basilicale e intitolata alla Natività di Maria Santissima e a tutti i santi.
La sua decorazione in oro, marmi e madreperla le valsero il titolo di Domus aurea. Il suo interno presenta una concentrazione di opere di grande qualità di artisti sia napoletani che di estrazione toscana, emiliana e romana che la rendono, assieme all'annesso convento, uno dei più importanti complessi monumentali della città.
L'intera fabbrica si estende per circa 12.000 mq su sette livelli, constando al suo interno, oltre che dalla chiesa, anche di una prestigiosa quadreria (prima pubblica di Napoli), di una ricca biblioteca (la più antica biblioteca pubblica di Napoli e seconda in Italia, dopo la civica Biblioteca Malatestiana di Cesena), di due chiostri monumentali e infine degli oratori  dell'Assunta (detto anche "degli artisti") e della Congregazione dei Dottori.
Il complesso monumentale è stato dichiarato monumento nazionale nel 1866 con le leggi eversive del patrimonio ecclesiastico. A partire dal 2010 tutto il convento è stato interamente musealizzato; nel 2016 ha fatto registrare 13 631 visitatori.

## Storia
Il complesso di San Filippo Neri nacque nel 1586, quando si insediarono in città i religiosi seguaci del santo, conosciuti con il nome di Girolamini in quanto presso la chiesa di San Girolamo della Carità di Roma era stato fondato il primo "Oratorio". I seguaci di san Filippo erano inoltre noti anche con il nome di "Oratoriani", per via del fatto che essi erano membri della Congregazione dell'Oratorio fondata dal santo toscano, o anche, popolarmente, Filippini.

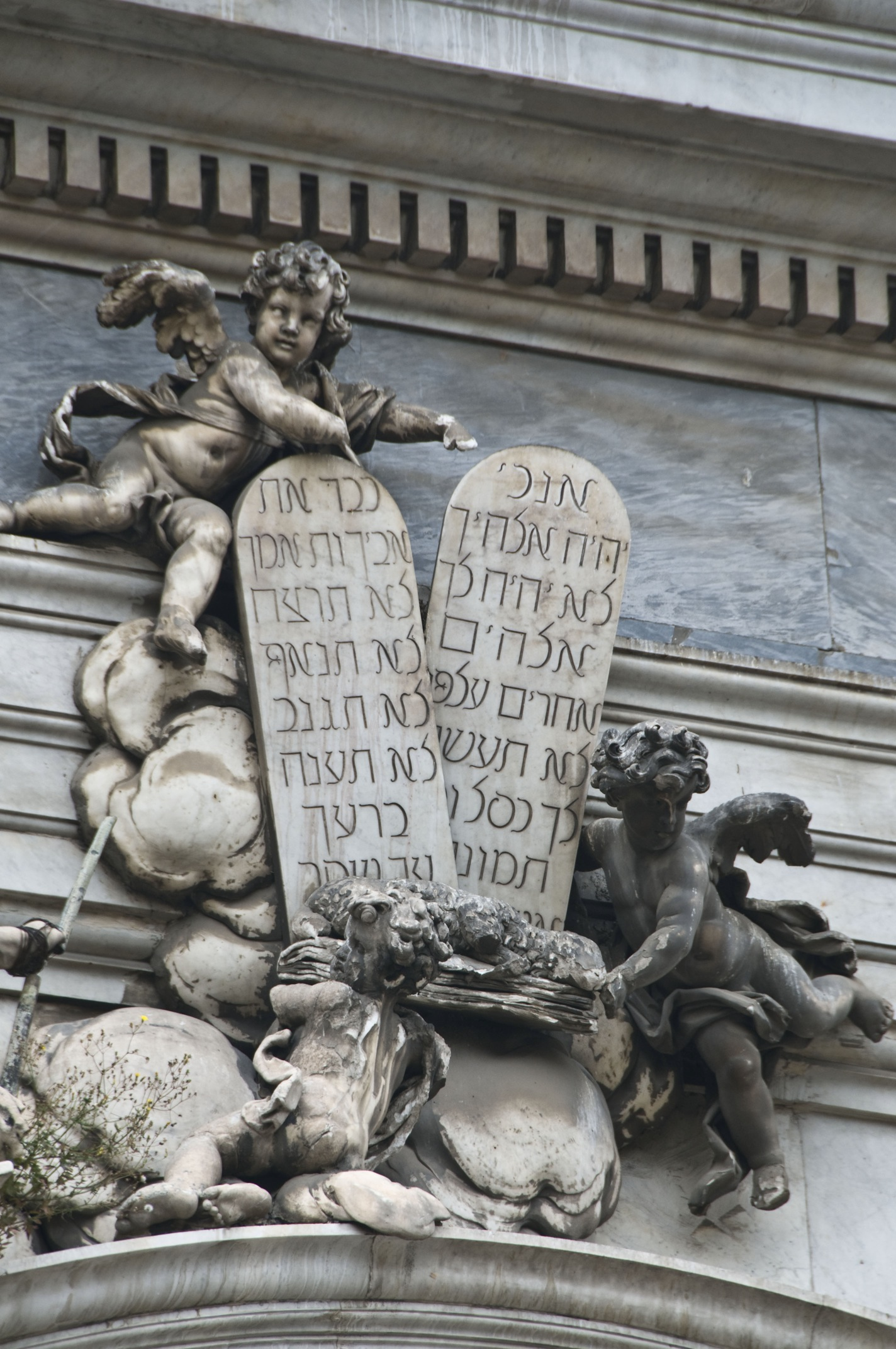
Le Tavole dei Comandamenti in ebraico

Inizialmente il complesso era costituito da una chiesa, di dimensioni ridotte rispetto all'attuale, e un annesso convento ottenuto dall'adattamento di palazzo Seripando, che sorgeva di fronte al duomo, acquistato con le donazioni della Curia arcivescovile e della nobiltà napoletana al costo di 5.800 ducati circa. In seguito, nel 1592, i lavori di demolizione che interessarono anche alcune chiesette e proprietà delle famiglie Seripando e Filomarino, consentirono sotto la supervisione di Domenico Fontana la realizzazione del largo dei Girolamini e dunque l'edificazione dell'odierna chiesa con il conseguente ampliamento dell'adiacente convento. La chiesa venne così eretta negli anni novanta del XVI secolo su progetto del fiorentino Giovanni Antonio Dosio in forme architettoniche di ispirazione brunelleschiana, prendendo a modello la chiesa di San Giovanni dei Fiorentini di Roma, mentre dopo la morte del Dosio la stessa fu continuata da Dionisio Nencioni di Bartolomeo, anch'egli di Firenze, fino all'ultimazione nel 1619. I lavori di adeguamento che interessarono il complesso conventuale videro nel frattempo, circa dieci anni dopo la conclusione dei lavori della chiesa, l'edificazione del chiostro grande (o degli Aranci).
Nel corso di tutto il Seicento e Settecento la chiesa fu notevolmente arricchita di opere d'arte, prevalentemente di autori tardo-manieristi di scuola romana, quali il Pomarancio e Federico Zuccari, napoletana, come il senese Marco dal Pino, o i napoletani Fabrizio Santafede, Giovanni Bernardo Azzolino, fino a Belisario Corenzio, e inoltre di esponenti del barocco romano, bolognese e ancora napoletano, come Guido Reni, Pietro da Cortona, Ludovico Mazzanti, Francesco Gessi, Luca Giordano, Giacomo del Pò, Nicola Malinconico e Francesco Solimena. Negli stessi secoli lavorarono alle cappelle laterali e più in generale alle decorazioni interne della chiesa gli scultori Pietro Bernini e Jacopo Lazzari; risalgono invece al 1780 i lavori di rifacimento della facciata esterna, progettata da Ferdinando Fuga in sostituzione di quella di metà Seicento di Dionisio Lazzari, a cui lavorò anche Giuseppe Sanmartino che eseguì le decorazioni scultoree che la caratterizzano, oltre la coppia di angeli conservati all'interno, pagati all'epoca una somma considerevole.

### Restauri e musealizzazione
Un altro incisivo restauro interessò la chiesa nel corso della prima metà dell'Ottocento; in questa occasione fu rifatta la tribuna e la cupola.
Restaurata ancora una volta dopo la seconda guerra mondiale, perché danneggiata da un bombardamento, la chiesa è stata sottoposta a ulteriori e frequenti interventi di manutenzione e recupero nel corso di tutta la seconda metà del Novecento.
Dopo una chiusura durata oltre trent'anni la chiesa è stata riaperta al pubblico nel settembre 2009. Nel maggio 2011 avviene la presentazione del restauro di dipinti in deposito da diversi anni: si tratta di quattro tele di Luca Giordano (San Gennaro nella fornace, San Carlo Borromeo e San Filippo Neri, San Carlo Borromeo bacia le mani a San Filippo Neri e San Nicola di Bari ed i fanciulli salvati dal tino) e tre di Guido Reni (Gesù incontra San Giovanni Battista, San Francesco in estasi e la Fuga in Egitto). Successivamente vengono mostrati al pubblico altre due tele di Luca Giordano, interessate da recenti lavori di restauro: San Canuto Re e una Madonna col Bambino. Nel novembre dello stesso anno il complesso dei Girolamini apre per la prima volta al pubblico le porte del convento; viene inaugurata una mostra di disegni e stampe del XVIII e XIX secolo recuperate dall'archivio oratoriano e viene aperta la storica sala della biblioteca detta "sala del Camino".
Nel giugno 2013, grazie al lavoro dello staff del conservatore ad interim Umberto Bile, sono restituiti alla chiesa, dopo 34 anni di permanenza al museo di Capodimonte, i due Angeli reggi fiaccola di Giuseppe Sanmartino ed un dipinto degli Angeli che reggono la mitra di Luca Giordano, fino ad allora al museo diocesano di Napoli. Sempre a partire dal 2013, il complesso religioso è entrato a far parte del circuito museale dei Girolamini rimanendo così stabilmente aperto al pubblico, sia per la visita culturale che per le funzioni religiose, queste che si svolgono prevalentemente nell'oratorio dell'Assunta.
Impegnativi lavori di restauro complessivo a cura del Progetto UNESCO per il Centro Storico si sono conclusi nel 2024 e la Chiesa è stata aperta al pubblico nel mese di Marzo. 
Rimangono ancora non visitabili Chiostro e Biblioteca.

## Convento

### Pianta
| 1. Chiesa dei Girolamini 2. Cappella di San Giorgio e San Pantaleone 3. Cappella di Santa Maria della Neve e Sant'Anna 4. Cappella di San Carlo Borromeo 5. Cappella di Sant'Agnese 6. Cappella di San Francesco d'Assisi 7. Cappella di San Francesco di Sales 8. Transetto sinistro - cappellone della Natività 9. Cappella di San Filippo Neri 10. Presbiterio 11. Cappella dell'Immacolata 12. Transetto destro - cappellone dei Santi Martiri 13. Crociera 14. Cappella di Santa Maria Maddalena dei Pazzi 15. Passaggetto 16. Cappella dell'Epifania 17. Cappella di San Girolamo 18. Cappella di San Giuseppe 19. Cappella di Sant'Alessio 20. Sacrestia 21. Oratorio dell'Assunta 22. Scalone d'ingresso al convento (da via Duomo) 23. Chiostro piccolo 24. Chiostro degli aranci 25. Scale per i piani superiori: - Quadreria dei Girolamini - Biblioteca dei Girolamini 26. Facciata di palazzo Seripando (su via Duomo) | Pianta |

### Descrizione
Il convento dei Girolamini, o anche Casa dei Padri dell'Oratorio, si sviluppa adiacente alla chiesa, la cui facciata principale col relativo ingresso insiste di fronte al duomo di Napoli, al civico 144 di via Duomo. Il convento fu edificato a partire dal 1587, nello stesso periodo in cui furono avviati i lavori alla prima chiesa voluta dai padri Oratoriani, sul preesistente palazzo Seripando. Negli anni novanta dello stesso secolo, con la nascita della nuova chiesa dei Girolamini, e fino alla prima metà del Seicento circa, il complesso fu poi ampliato con l'aggiunta del secondo e più grande chiostro (degli Aranci) e di altre sale e corpi di fabbrica fino a raggiungere le dimensioni attuali.
La facciata risale al Settecento e consta di due ingressi: quello di sinistra, dopo un ampio scalone e passando anche per il settecentesco oratorio dell'Assunta, uno dei cinque oratori del convento utilizzato tutt'oggi per le funzioni religiose, conduce direttamente alla navata di destra della chiesa; quello di destra invece, conduce ai due chiostri monumentali da cui poi si sviluppano tutti gli altri spazi del complesso.
I chiostri dei Girolamini sono due: quello piccolo e quello grande. Il chiostro piccolo, a pianta quadrata, è detto "Maiolicato" e venne realizzato su progetto del Dosio sullo spazio occupato dal vecchio palazzo Seripando. Il corpo di fabbrica è sorretto da quattro colonne per lato, mentre agli angoli ci sono pilasti in piperno con due semicolonne; la pavimentazione in maioliche è di fine ottocento. Al centro c'è un pozzo tardo-cinquecentesco.
Il secondo, più grande, è detto "degli Aranci", proprio per le coltivazioni di agrumi. Fu eretto negli anni trenta del Seicento sui disegni di Dionisio Nencioni di Bartolomeo e di Dionisio Lazzari. La struttura del corpo di fabbrica è sorretta da possenti pilastri e i giardini sono a una quota più bassa rispetto agli ambulacri con cui sono collegati tramite due scale con ringhiera in ferro battuto.
Dal chiostro grande è infine possibile raggiungere altri ambienti, come i restanti quattro oratori, dei Dottori, della Purificazione, di San Giuseppe e dei Mercanti e la storica biblioteca, custode quest'ultima della più antica raccolta libraria della città e che si compone di circa 200.000 manoscritti, di cui circa 6.500 riguardanti composizioni ed opere musicali dal XVI al XIX secolo. La biblioteca è inoltre ospitata in sale di grande pregio artistico delle quali, la maggiore per rilevanza artistica e dimensione, dedicata proprio a Giambattista Vico, che donò le prime edizioni di tutte le sue opere al convento. Al primo piano del complesso religioso, infine, alcune sale ospitano la collezione della storica Quadreria.

## Descrizione

### Esterno
La chiesa si trova su largo dei Girolamini, lungo via dei Tribunali.
La cupola fu eretta a metà del XVII secolo da Dionisio Lazzari, poi demolita e ricostruita nel corso dell'Ottocento. 
Il Lazzari realizzò anche la facciata, che fu però completamente rifatta in marmi bianchi e bardiglio nel 1780 su disegni di Ferdinando Fuga; ai lati è delimitata da due campanili gemelli dotati di orologi (uno solare e uno di sei ore) sulle cui trabeazioni sono poste le statue di Pietro e Paolo, iniziate da Cosimo Fanzago e ultimate da Giuseppe Sanmartino. Il prospetto è impaginato su due ordini delimitati da una trabeazione: nel registro inferiore, articolato per mezzo di lesene scanalate, si aprono tre portali, di cui quello centrale è il maggiore; il gruppo scultoreo sovrastante il portale centrale, opera di Sanmartino, raffigura Mosè ed Aronne con le tavole dei comandamenti in ebraico sorrette da angeli.
La parte superiore della facciata è alleggerita mediante un finestrone rettangolare sormontato da un timpano triangolare, oltre il quale svetta un coronamento costituito da un timpano arcuato e spezzato, al centro del quale si innalza un setto decorato con l'immagine della Madonna col Bambino, detta "della Vallicella", sempre opera di Sanmartino.

### Interno

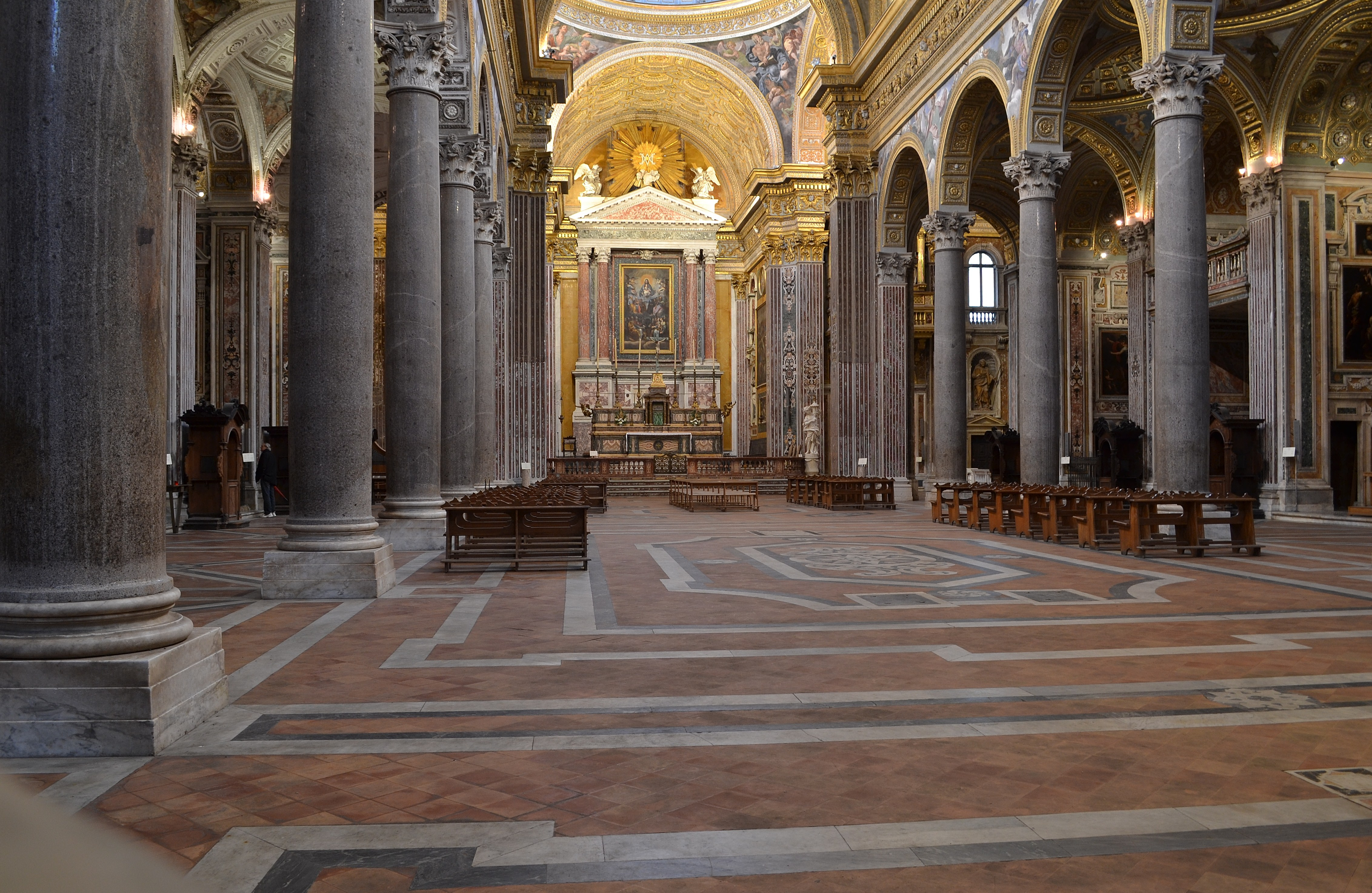
Scorcio della navata centrale

L'interno presenta una pianta a croce latina suddivisa in tre navate per mezzo di dodici colonne di granito dell'Isola del Giglio (sei per lato). Con i suoi 68 metri di lunghezza e i 28 metri di larghezza è tra i più vasti edifici di culto napoletani.
Sulla controfacciata c'è un affresco di Luca Giordano raffigurante la Cacciata dei mercanti dal tempio del 1684; ai lati, sulle porte di accesso ai campanili, ci sono gli affreschi datati 1736 di Ludovico Mazzanti che rappresentano La cacciata di Eliodoro (a sinistra) e La punizione di Ozia (a destra).

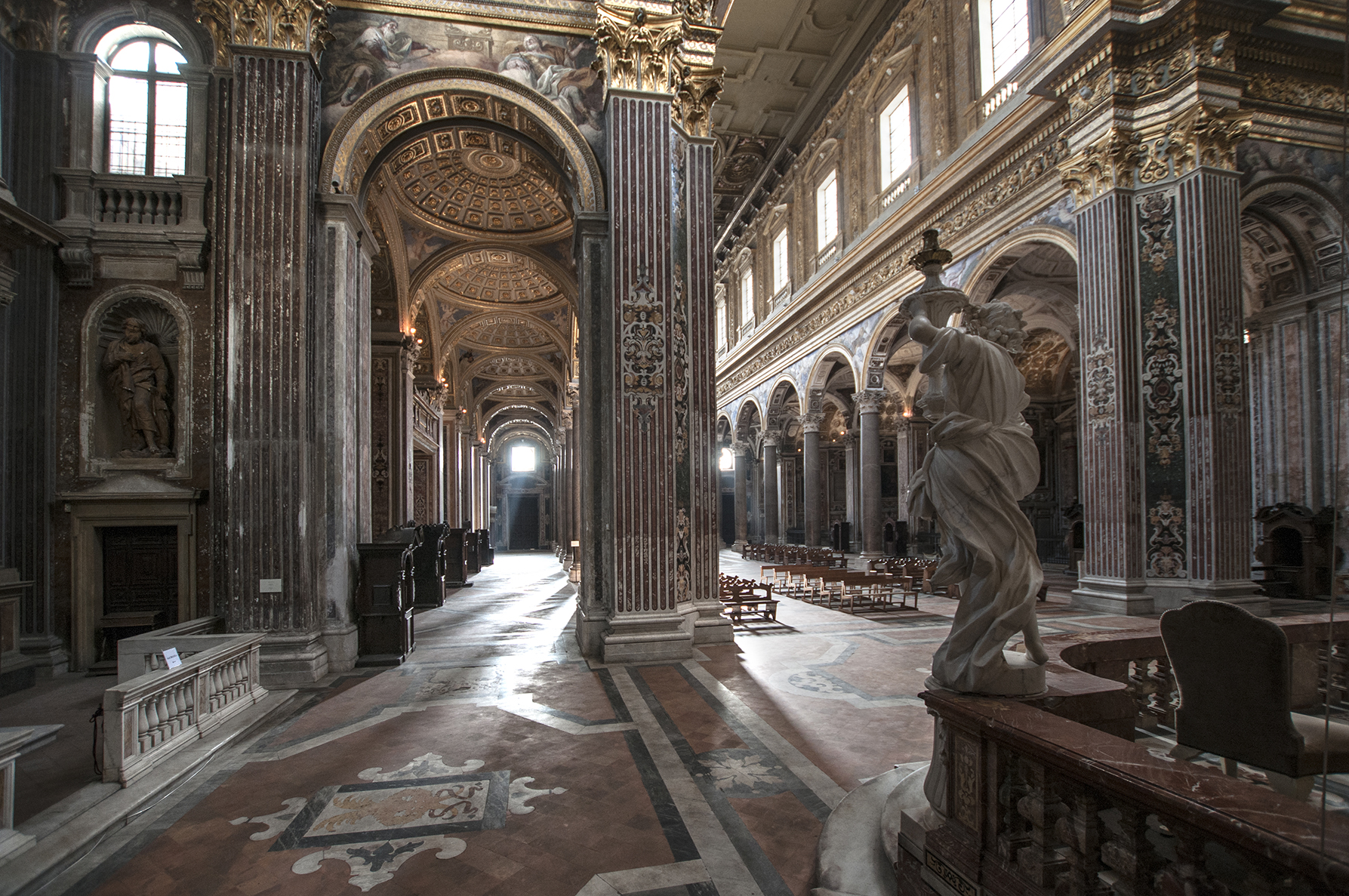
L'interno visto dal transetto

Tra la navata centrale e quella a sinistra, lungo il colonnato, è visibile una lapide in memoria di Giambattista Vico sepolto, secondo le antiche guide di Napoli, nell'ipogeo sotto la cappella di Sant'Agnese.
Il soffitto a cassettoni, gravemente danneggiato dai bombardamenti del 1943 venne decorato nel 1627 dai napoletani Marcantonio Ferrara, Nicola Montella e da Giovanni Iacopo De Simone con La Gloria di San Filippo e La Madonna della Vallicella. La navata è affrescata lungo le arcate con immagini di santi, eseguiti nel 1681 da Giovan Battista Beinaschi.
La cupola conserva frammenti di un ciclo di affreschi facenti parte della ricostruzione del 1845, eseguiti da Camillo Guerra con scene del Paradiso. Di Ludovico Mazzanti si sono invece conservati nei peducci una serie di Evangelisti, affrescati nel 1735-40, mentre le arcate del transetto vedono gli affreschi su Abramo, Melchisedech, Mosè e Davide databili 1727-30 di Francesco Solimena.

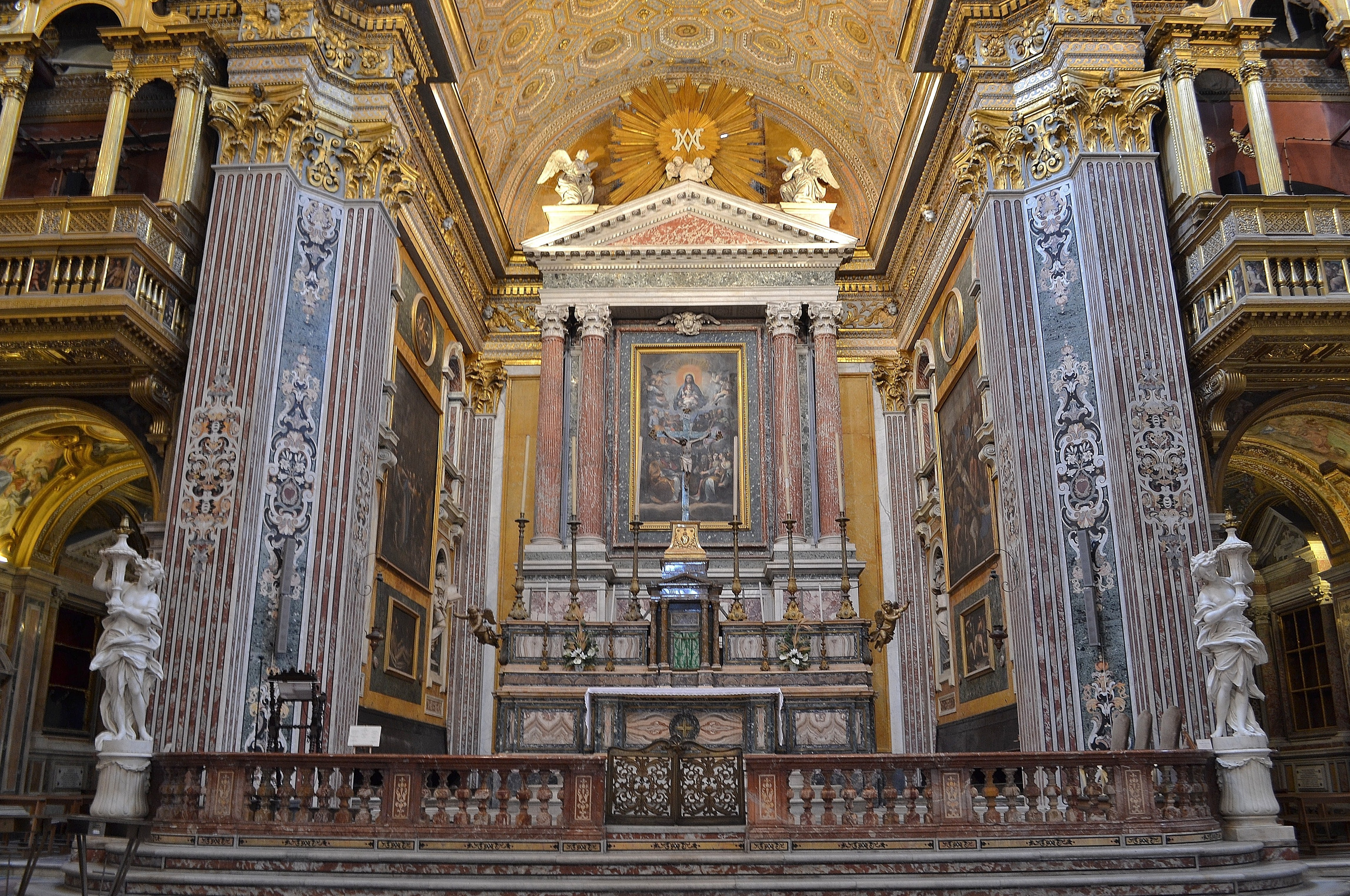
L'altare maggiore e la zona absidale

#### Presbiterio
Cinto da una balaustra marmorea, a pianta rettangolare,la pala d'altare è costituita dal dipinto di Giovanni Bernardino Azzolino (secondo altri Luigi Rodriguez) raffigurante la Madonna della Vallicella e tutti i santi, con ai lati le due grandi tele di Belisario Corenzio raffiguranti la Cattura di Cristo e la Crocifissione del 1615 circa. Intorno all'altare sono collocate le statue lignee scolpite da Giuseppe Picano, allievo di Giuseppe Sanmartino, raffiguranti San Pietro, Sant'Andrea, San Giovanni e San Giacomo, tutte del 1780 circa; i bozzetti delle prime due si trovano al Metropolitan di New York. 
Ai lati della balaustra sono collocati due Angeli reggi fiaccola del 1787 scolpiti in marmo bianco di Carrara da Giuseppe Sanmartino.
L'altare è ottocentesco, l'originale seicentesco opera di Dionisio Lazzari è ora collocato nella chiesa di Sant'Agata a Sant'Agata sui Due Golfi, vicino Sorrento. La tribuna è invece caratterizzata da un'opera attribuita a Luca Cambiaso su Angeli che portano i simboli della Passione, da un dipinto sul Compianto sul Cristo morto del 1603 di Giovanni Bernardo Azzolino, da un frammento di un dipinto su Angeli che portano i simboli della Passione del 1680 circa di Luca Giordano e da una Flagellazione databile 1605-1610 di ignoto autore.

#### Cappelle delle navate laterali
Le cappelle laterali sono undici, sei al lato sinistro (cornu Evangelii) e cinque a destra (cornu Epistulae), tutte decorate quasi omogeneamente, da artisti di estrazione toscana, emiliana e napoletana.
Opere della navata sinistra:
- Cappella di San Giorgio e San Pantaleone: San Cosma (Giovanni Battista Beinaschi); Angelo Custode (attribuito a Cesare Fracanzano); San Giorgio e san Pantaleone (Gaetano Gandolfi); busti reliquiari lignei su San Flaviano e San Giusto (Aniello Stellato); San Damiano (Giovanni Battista Beinaschi); San Domenico Soriano con la Madonna, santi, Maria Maddalena e Marta (attribuito a Cesare Fracanzano).
- Cappella di Santa Maria della Neve e Sant'Anna (concessa a Giovan Vincenzo Sebastiano): Angeli (Francesco Di Maria); San Sebastiano (Mathias Stomer); affresco su Santa Maria della Neve (scuola di Polidoro da Caravaggio); Eterno padre con sant'Anna, e san Gioacchino (Giuseppe Marullo); busti reliquiari lignei su San Vito e San Giulio (Aniello Stellato); Sant'Anna svegliata dall'Angelo (Francesco Di Maria).
- Cappella di San Carlo Borromeo: ospita un importante ciclo di tele, capolavoro della maturità di Luca Giordano, da questi realizzato nel 1704 poco prima della morte, e dedicato al celebre incontro dei due protagonisti della controriforma, avvenuto a Roma nel 1575: San Carlo Borromeo bacia le mani a San Filippo neri; San Carlo Borromeo e San Filippo Neri in preghiera; Re San Canuto; San Filippo Neri incontra San Carlo Borromeo sul cantiere di Santa Maria della Vallicella in Roma; Madonna con Bambino; ospita inoltre la Gloria di San Filippo Neri (statua in legno e cartapesta, Giovanni Antonio Colicci).
- Cappella di Sant'Agnese: la modesta Sant'Agnese, opera manierista di Cristoforo Roncalli detto il Pomarancio, è affiancata da un importante ciclo di tele realizzate nel 1678 da Luca Giordano, recentemente restaurate: San Nicola da Bari salva tre fanciulli da un tino e San Gennaro nell’anfiteatro, rappresentato con un piede sulla testa delle fiere ammansite, con alle spalle i bagliori della fornace, da cui uscì illeso; nei riquadri superiori Angeli reggi ampolle e Angeli reggi mitra, classico attributo iconografico dei santi sotto raffigurati[14].
- Cappella di San Francesco d'Assisi: il celebre San Francesco in estasi di stampo classicista realizzato nel 1622 dal bolognese Guido Reni è affiancato dal San Pietro d'Alcantara, Sant'Antonio da Padova, Angeli di Giovanni Maria Morandi.
- Cappella di San Francesco di Sales: Santa Francesca di Chantal (scuola di Fabrizio Santafede); Incontro tra i santi Francesco di Sales e Francesca di Chantal (Francesco De Mura); Madonna con gli apostoli Pietro e Paolo (Paolo De Matteis); San Vito busto reliquiario ligneo (Ignoto napoletano metà sec. XVII); San Francesco di Sales (scuola di Fabrizio Santafede); Incontro tra i santi Filippo e Francesco di Sales (Francesco De Mura).

Opere della navata destra:

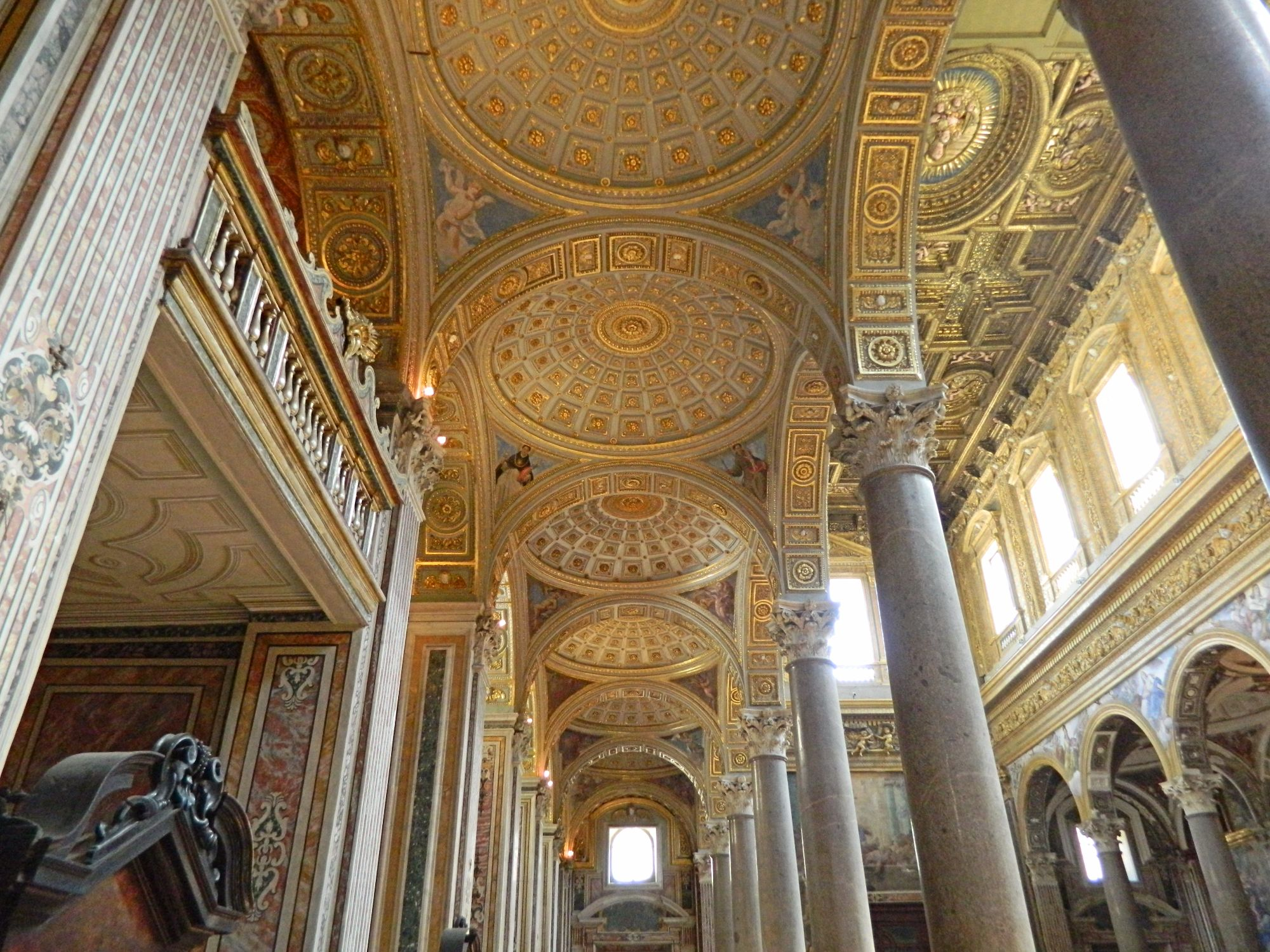
Vista della navata destra verso la controfacciata

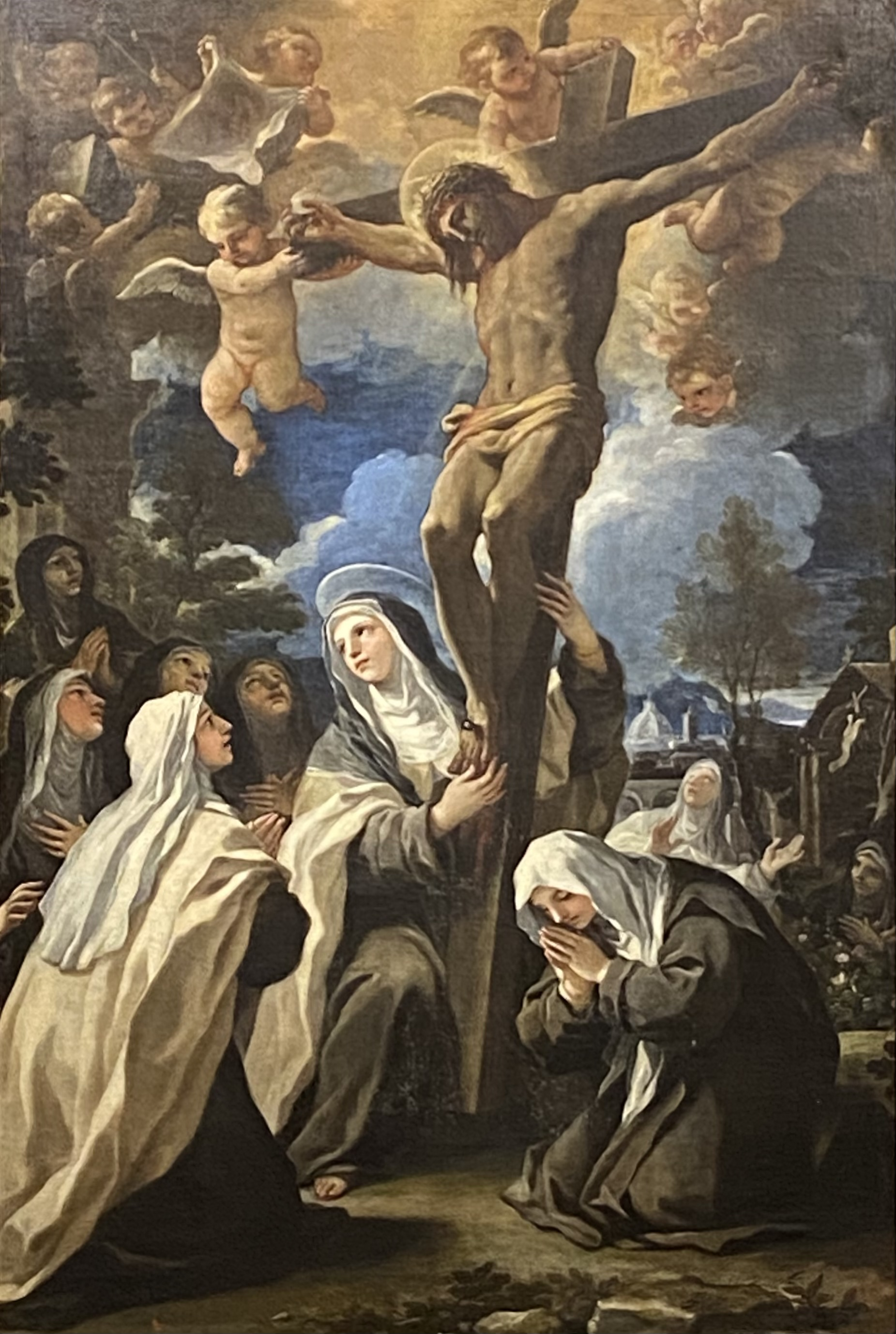
Luca Giordano, Santa Maria Maddalena de' Pazzi e il Crocifisso

- Cappella di Sant'Alessio: Cattura dei Santi Pietro e Paolo (scuola di Marco Pino); Sant'Alessio Morente (Pietro da Cortona); Vergine con San Giuseppe e Sant'Antonio da Padova (ignoto napoletano inizi sec. XVII); Arcangelo Raffaele (Pietro del Pò).
- Cappella di San Giuseppe: San Casimiro re di Polonia (Giacomo del Pò); Sacra Famiglia con Eterno Padre (Fabrizio Santafede); Arcangelo Gabriele (Giacomo del Pò); San Edoardo re (Andrea Malinconico).
- Cappella di San Girolamo: Vergine con santa Caterina e san Girolamo (copia dal Correggio); San Girolamo e l'Angelo (Francesco Gessi); San Francesco di Paola (Fabrizio Santafede); Apparizione della Vergine col Bambino a san Gaetano (scuola di Andrea Vaccaro); San Pietro (ignoto lombardo sec. XVI).
- Cappella dell'Epifania (disegnata da Jacopo Lazzari): Epifania (Belisario Corenzio); Martirio di santa Cordula (Giovan Antonio D'Amato); San Paolo (ignoto lombardo sec. XVI); Martirio di sant'Orsola (Giovan Antonio D'Amato).
- Cappella di Santa Maria Maddalena dei Pazzi: di patronato di padre Francesco Gizzio, per trent’anni prefetto per la Congregazione ai Girolamini, noto anche come drammaturgo per avere scritto un dramma su Maria Maddalena de’ Pazzi, nominò la cappella di Santa Maria Maddalena de’ Pazzi come sua “herede particolare et universale”, per la quale commissionò la pala d'altare a Luca Giordano con Santa Maria Maddalena dei Pazzi e la consorelle in adorazione del Crocefisso; ospita inoltre San Michele Arcangelo e Sant'Antonio Abate (Giacomo del Po)[15].

#### Cappelle del transetto

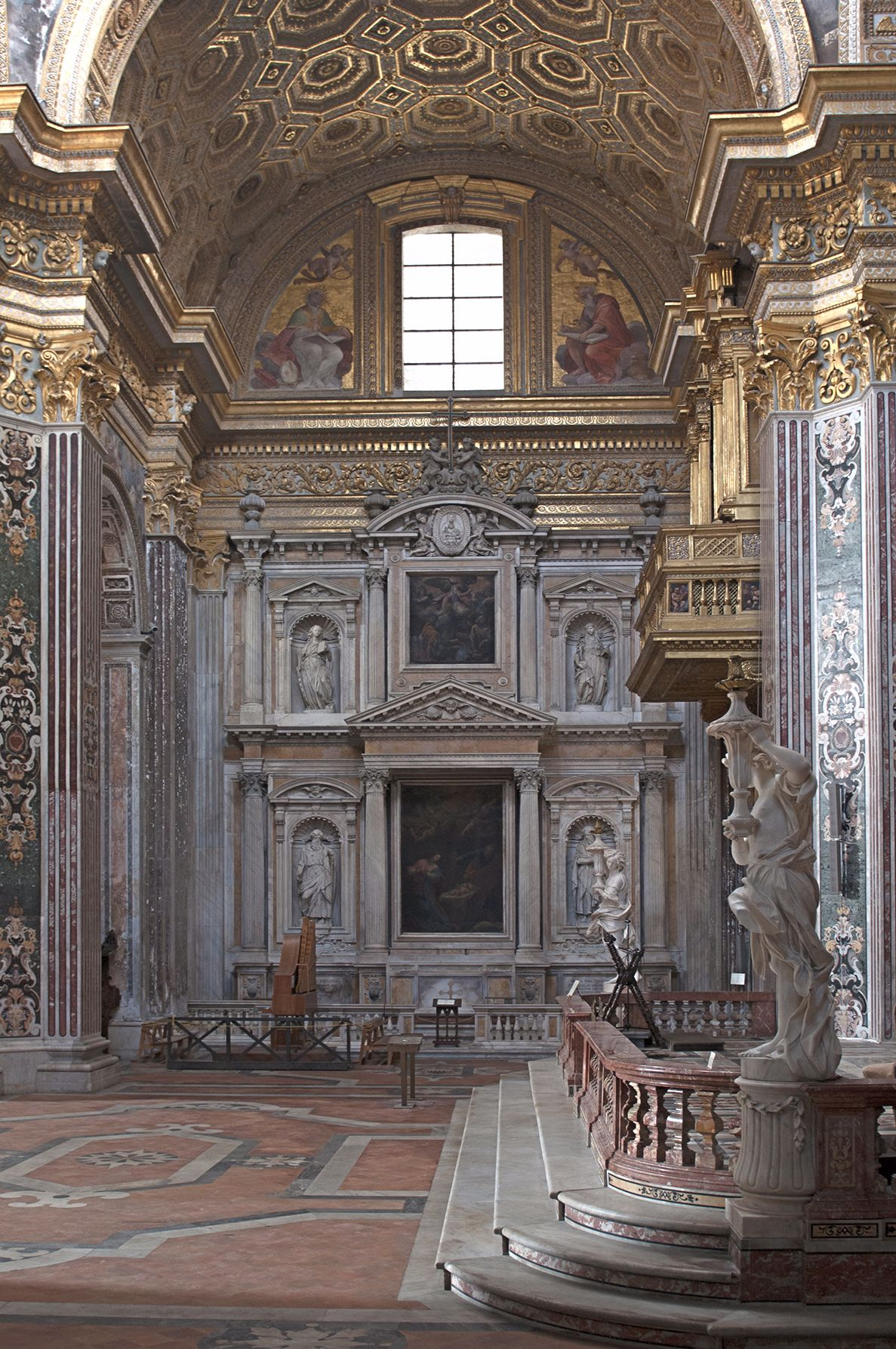
Transetto sinistro - cappellone della Natività

Il transetto si compone di quattro cappelle: nelle pareti frontali sono due cappelloni costituiti da grandi altari, altre due cappelle lungo la parete presbiteriale invece fungono da absidi delle rispettive navate laterali.
Nella parete di fondo del transetto sinistro è il cappellone della Natività, che fu costruito nel 1601-05 da Dionisio Nencioni di Bartolomeo su progetto di Giovanni Antonio Dosio, a sua volta incaricato da Caterina Ruffo. La grande cappella presenta sculture in marmo di Pietro Bernini su Santa Caterina d'Alessandria, San Simone, San Mattia, Santa Caterina da Siena, San Bartolomeo e San Giacomo (databili 1606 circa). Di Jacopo Lazzari è invece l'altare con balaustra mentre le tele sono di Fabrizio Santafede, che sulla fascia superiore vede collocato l'Annuncio ai pastori del 1606, e di Cristoforo Roncalli, detto il Pomarancio, che eseguì nel 1606 la pala d'altare della Natività.
Lungo la parete presbiteriale si apre invece la cappella di San Filippo Neri, disegnata da Jacopo Lazzari e ospitante una scultura in marmo di Ottaviano Lazzari sulla Madonna e sul Cristo del XVII secolo, un notevole altare con decorazioni plastiche architettoniche datato 1647 di Dionisio Lazzari con la pala d'altare eseguita da Giovan Battista Salvi (detto il Sassoferrato) sulla Vergine appare a San Filippo (copia da Guido Reni del 1647) e con affreschi di Francesco Solimena sul Paradiso e Santi Carlo Borromeo, Ignazio, Felice da Cantalice, Pio V, la Vergine appare a San Filippo in punto di morte, la Colomba dello Spirito Santo, ed il Cristo appare a San Filippo Neri, datati 1724-30.
Nel transetto destro si apre sul fronte del braccio il cappellone dei Santi Martiri, costruito nel 1647 circa interamente in legno, a imitazione di quello della Natività del transetto sinistro. Dietro la tela d'altare di Giuseppe Piscopo raffigurante tutti i Santi martiri, e i pannelli laterali, erano custoditi i reliquiari lignei opera di Aniello Stellato di cui rimangono oggi nove esemplari. La tela sul timpano è invece di Federico Zuccari e ritrae la Madonna della Vallicella (1605 circa).
La cappella dell'Immacolata, a destra dell'abside, è decorata da sculture marmoree di Michelangelo Naccherino del San Giovannino e Gesù bambino, mentre Cesare Fracanzano eseguì l'Immacolata, databile 1645 circa, e Giuseppe Simonelli invece il ciclo di affreschi sul Trionfo di Giuditta, Profeti e Santi, del 1700-05.

#### Sacrestia
La sacrestia, in linea d'aria alle spalle dell'abside, è raggiungibile da due porte poste sulle cappelle presbiteriali del transetto.
Nella volta, notevole è un affresco seicentesco raffigurante San Filippo Neri in gloria (740×400 cm) opera di Giovan Battista Beinaschi, secondo i più recenti studi, mentre la guida seicentesca del Celano (1692) lo assegna a Luca Giordano.
Di particolare pregio anche il pavimento a commesso marmoreo e gli armadi in noce che recano lo stemma del cardinale Vincenzo Maria Orsini di Gravina, papa col nome di Benedetto XIII.
Le porte dorate della sala e l'altare sulla parete frontale sono databili al XVIII secolo, su quest'ultima è la tela copia dell'Incontro di Cristo con San Giovanni Battista di Guido Reni, il cui originale è oggi in quadreria; l'ambiente è infine decorato nella cupoletta e nella volta da affreschi del 1750 di Leonardo Antonio Olivieri.
La sacrestia ha ospitato fino ad epoche recenti l'antica raccolta d'arte dei padri oratoriani; i quadri erano anche collocati nella sala attigua che conduce alla chiesa attraverso il cappellone dei Martiri, nel transetto destro. Fino al 1907 era presente in loco anche il Sant'Antonio Abate (1517-1518 circa) del Correggio, poi spostato in quell'anno al museo nazionale di Capodimonte.

#### Cripta
Sempre dietro l'altare maggiore, al di sotto della sacrestia, si sviluppa la cripta della chiesa. Questa è costituita da due stanze: la prima serviva come sepoltura nella terra dei padri oratoriani, la seconda è custode di centinaia di ossa. Inoltre il luogo è caratterizzato da un affresco raffigurante San Filippo, la cui base è accompagnata da un altarino in marmo. In base a un'antica tradizione i teschi erano oggetti di culto, tant'è che vi si trovano ancora bigliettini di richieste fatte dai credenti, esattamente come accadeva nel ben più vasto cimitero delle Fontanelle. Secondo un'altra leggenda, il luogo fungeva addirittura come ulteriore laboratorio di studio del principe Raimondo di Sangro.

## Quadreria

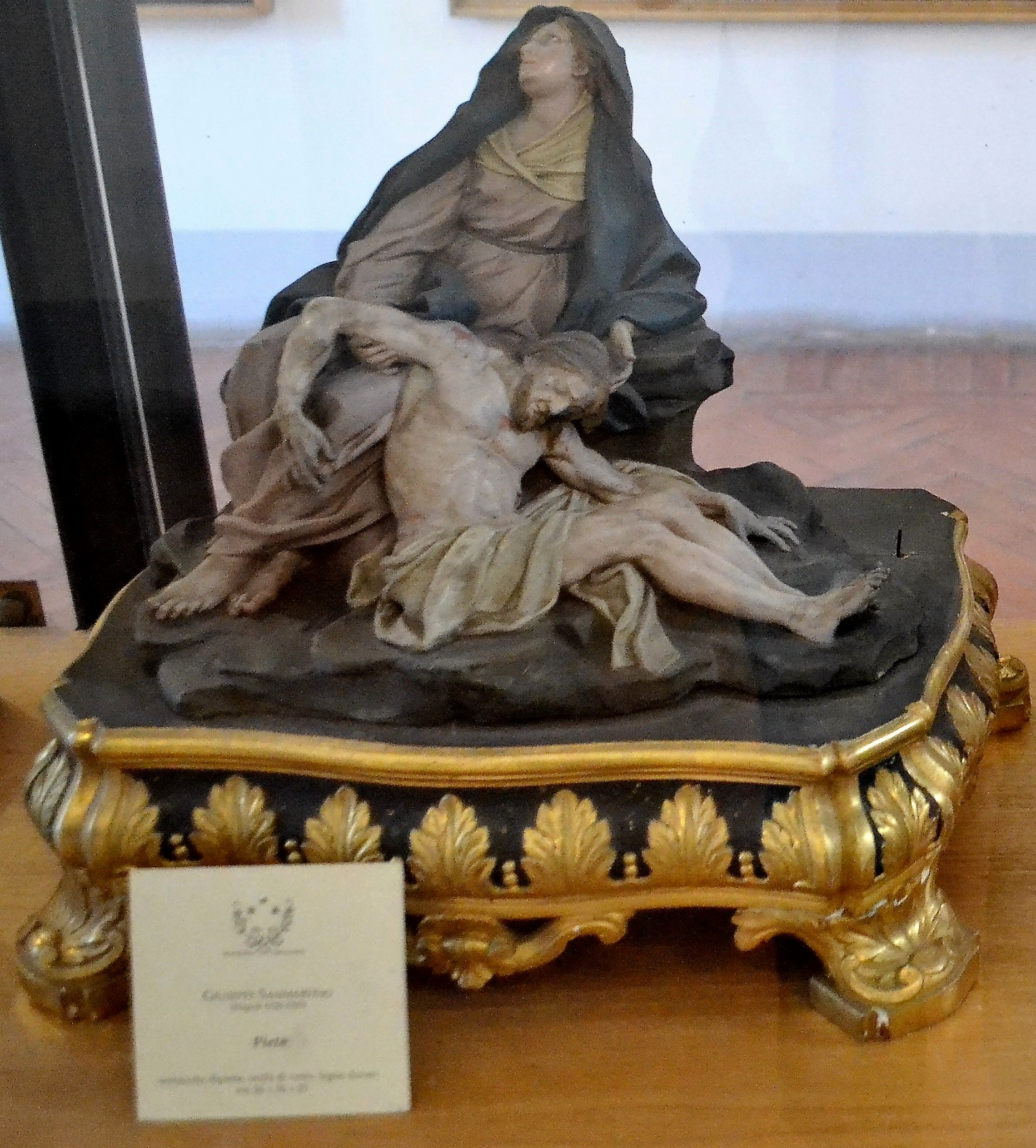
Pietà di Giuseppe Sanmartino

Il convento ospita al primo piano la Quadreria dei Girolamini, nella quale sono esposte importanti opere di scuola napoletana, come quelle di Battistello Caracciolo, Massimo Stanzione, Francesco Solimena, di un giovane Jusepe de Ribera e Luca Giordano, ma anche di altre scuole dell'Italia centrale, su tutte quella romana, bolognese e toscana, con opere di artisti quali Guido Reni, Federico Zuccari, il Sermoneta, Francesco Vanni, Francesco Curradi e Francesco Gessi.
La quadreria è frutto di donazioni fatte da privati, già dalla fondazione del complesso, e da opere provenienti direttamente dalle raccolte dei padri oratoriani.
Aperta al pubblico negli anni venti del XVII secolo, si tratta della prima quadreria pubblica della città.